# Maison de Pérusse des Cars
Pour les articles homonymes, voir Pérusse et Cars.
 (mai 2021).
Si vous disposez d'ouvrages ou d'articles de référence ou si vous connaissez des sites web de qualité traitant du thème abordé ici, merci de compléter l'article en donnant les références utiles à sa vérifiabilité et en les liant à la section « Notes et références ».
La maison de Pérusse des Cars, que l'on trouve également écrit d'Escars, est une famille subsistante de la noblesse française , originaire du Limousin, dont la filiation noble prouvée remonte à l'année 1281. 
Elle compte parmi ses membres des gouverneurs de province, des prélats, des officiers généraux.

## Histoire

Le département de la Haute-Vienne

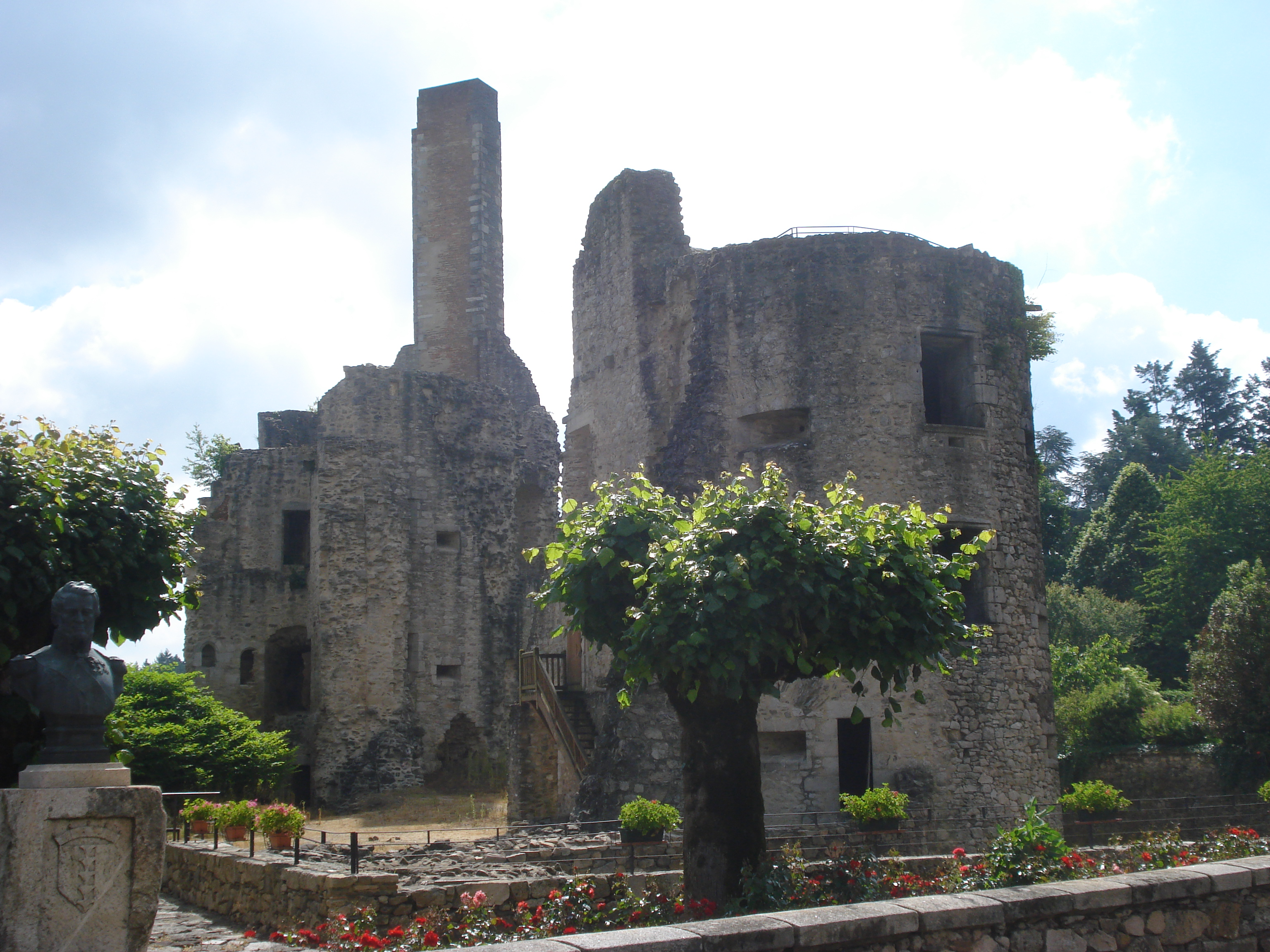
Le château des Cars

### Origines
À la fin du XIIIe siècle ou au début du XIVe, une famille du patronyme Pérusse ou Peyrusse est mentionnée dans la vicomté de Ségur en Limousin (Ségur, en Corrèze). De nos jours, selon les recherches de l'historien Christian Rémy, l'origine de cette famille se trouve parmi les chevaliers castraux de Ségur.
Les auteurs anciens (l'abbé Joseph Nadaud (1712-1775), Pierre-Louis Lainé (1790-1849), Henri de L’Épinois (1831-1890)) ont pu considérer qu'il s'agissait d'une famille marchoise citée depuis 1027, nommée Peyrusse ou Pérusse, liée à un château aux marges des vicomtés de Bridiers et de Rochechouart : certainement à Châtelus. 
Il existe un titre de vicomte de Peyrusse, mal localisé, sans vicomté réellement associée. Ces diverses origines ne sont d'ailleurs pas exclusives l'une de l'autre, car on ne sait d'où venaient les Pérusse de la cour castrale de Ségur.[réf. nécessaire]

### Premières mentions
La famille de Pérusse des Cars est dite de nos jours de noblesse d'extraction chevaleresque avec une filiation noble prouvée depuis 1281. Elle a été admise aux honneurs de la cour.
L'acte le plus ancien (une transaction) est daté de 1278 ; cependant, parmi les chevaliers castraux de Ségur, un Geoffroy de Pérusse (de Perussa ou de Petrucia) est témoin après 1100 de donations faites par le vicomte de Limoges et de Ségur Adhémar Ier le Bègue (990-1036), alors qu'un Audouin de Pérusse se croise en 1250 (, p. 6-7).
La famille s'installe aux Cars, sur la paroisse de Flavignac. Elle récupère une petite seigneurie alors aux mains de la famille de Barry et adopte le patronyme Pérusse des Cars (écrit Pérusse d'Escars à partir du XVIe siècle ; et aussi Peyrusse, ce qui peut prêter à confusion avec d'autres terres ou familles, fort nombreuses). Les Pérusse deviennent par la suite une importante maison féodale du Limousin, acquérant par exemple Juillac, Ségur (Corrèze), Lavauguyon, Lastours, Aixe, Rochefort (Haute-Vienne), St-Germain (Charente), et bien d'autres fiefs,.
La maison de Pérusse des Cars recueille au XVIe siècle le titre de prince de Carency. Carency avait été, pendant un siècle environ, le principal apanage d'une branche cadette de la Maison de Bourbon, issue de Jean Ier de Bourbon, comte de La Marche, de Vendôme et de Castres. Son fils, Jean de Bourbon (1378-1453), fut le premier à porter le titre de prince de Carency, qui se transmit ensuite jusqu'à son arrière-petite-fille Isabeau de Bourbon, mariée en 1516 avec François de Pérusse des Cars (†1550 ; fils de Gauthier Pérusse des Cars de La Vauguyon, lui-même frère cadet d'Antoine Pérusse seigneur des Cars dont l'arrière-petit-fils, autre François des Cars, acquit Excideuil en 1582), seigneur de La Vauguyon (à Maisonnais et les Salles), qui recueillit du fait de ce mariage le titre de prince de Carency. Celui-ci s'éteignit temporairement dans la maison de Pérusse des Cars en 1590, avant de réapparaître chez leurs descendants par les femmes, les comtes puis ducs de La Vauguyon, princes de Carency, des Maisons de Quélen de Stuer de Caussade et de Bauffremont.

## Personnalités
XIIIe siècle
- Audouin Ier de Pérusse, chevalier et seigneur d'Escars (ou des Cars), est né vers 1245, fils de Geoffroi de Pérusse, et de Jacquette, fille de Guillaume V de Parthenay. Vicomte de La Vauguyon, chambellan de Pierre Ier, duc d'Alençon. Il a accompagné Louis IX à la 8e croisade et suivi le comte d'Alençon en Sicile. Mari de Marguerite de Ségur ?
- Audouin II Pérusse, son fils, seigneur d'Escars (ou des Cars), est né après 1281, chevalier de Saint-Bonnet-la-Rivière, de Saint-Ybard, vicomte de La Vauguyon, sénéchal du Limousin, conseiller et chambellan de Philippe le Bel. Il a fait partie des nobles qui ont accompagné Philippe VI à la conquête des Flandres dans la première moitié du XIVe siècle. Époux de Gabrielle de Ventadour ?

XIVe siècle
- Arnould de Pérusse (ou Ranulphe), fils du précédent, né vers 1320, seigneur d'Escars (ou des Cars), de Saint-Bonnet, de Saint-Ibars, de la Coussière, d'Allac et Fialeix, châtelain de Ségur, vicomte de La Vauguyon. Marié à Souveraine Hélie de Pompadour (née en 1366). Il est d'abord chambellan de Philippe VI. Après la mort du roi il devient grand maréchal de l'Église et gouverneur d'Avignon en 1359. Il a reçu du pape Innocent VI la mission de faire construire les remparts d'Avignon[7].
- Audouin III de Pérusse, fils du précédent, seigneur d'Escars (ou des Cars), né vers 1380 et décédé vers 1435. Baron de Ségur, vicomte de La Vauguyon, sire de Saint-Bonnet et de La Coussière. Marié en 1390 à Marguerite Hélie de Pompadour. Il fut chambellan de Charles VII dont il avait été le conseiller du vivant de Charles VI.
- Ranulphe de Pérusse d'Escars (†1441), frère du précédent, évêque de Limoges (1412-1426) puis de Mende (1426-1441).

XVe siècle
- Gauthier (Ier) de Pérusse, fils d'Audouin III, sire des Cars, Lavauguyon, la Coussière, Juillac, etc., conseiller-chambellan de Charles VII, † vers 1468 sans postérité de ses deux mariages avec 1° Jacquette de Saint-Marc de la Rochette, dans la Marche et 2° Andrée de Montbrun dame de Varaignes, fille de François Ier de Montb(e)ron et petite-fille du maréchal Jacques. Son héritage est partagé entre ses trois neveux, fils d'Audouin IV ci-après
- Audouin IV de Pérusse, seigneur des Cars, né vers 1398, décédé vers 1468. Frère cadet du précédent et fils d'Audouin III. Marié à Hélène de Roquefeuil-Blanquefort (née vers 1415). Conseiller de Charles VII comme son père et son frère, il était capitaine de 200 lances.
- Antoine de Pérusse des Cars, seigneur d'Escars (ou des Cars) et de Juillac, né vers 1442. Fils du précédent, marié à Françoise de Pierre-Buffière (né vers 1440)
- Gauthier (II) de Pérusse des Cars (vers 1460-1550), frère du précédent, seigneur de La Vauguyon, de La Coussière, de La Tour-de-Bar et du Repaire de Glane, baron de Saint-Germain-sur-Vienne. Marié le 13 octobre 1498 avec Marie de Montberon († vers 1502), dame de Varaignes en héritage de sa tante Andrée de Montberon ci-dessus (femme de Gauthier Ier, l'oncle de Gauthier II), fille de Louis de Montbron de Fontaine-Chalendray (frère d'Andrée et fils puîné de François Ier de Montbron). Il a été le chambellan et le conseiller de Charles VIII. Sénéchal de Périgord. Gouverneur de Haute et Basse Marche, de Moulins et de Poitiers, chef du Conseil de Charles Ier de Bourbon, régent du royaume.
- Jean de Pérusse des Cars, frère des précédents, seigneur de Saint-Ybard et de Saint-Bonnet-la-Rivière. Marié en 1481 avec Catherine de Lévis-Quélus.

XVIe siècle
- Geoffroi de Pérusse, seigneur d'Escars (ou des Cars), né vers 1470, décédé en 1534. Fils d'Antoine de Pérusse des Cars et d'Hélène de Roquefeuil-Blanquefort. Marié à Françoise, fille de Guy Ier d'Arpajon (née vers 1477). Proche de la famille d'Albret, il fut conseiller chambellan du roi de Navarre. C'est principalement à lui que l'on doit l'aménagement et l'ornementation Renaissance du château des Cars.
  - Jacques Ier de Pérusse, seigneur d'Escars (ou des Cars), né vers 1500. Fils du précédent, marié 1° à Anne de L'Isle-Jourdain (naissance vers 1500), dame de Merville, qui lui donne quatre enfants, dont trois fils :
    - François de Pérusse des Cars († 1595), Ier comte d'Escars en mars 1561, seigneur baron de Ségur en 1582 par acquisition, chevalier du St-Esprit en 1578, fils de Jacques de Pérusse et d'Anne de Jourdain de l'Isle, lieutenant général en Guyenne, puis gouverneur de Bordeaux (1565), et conseiller d'État (1570-1578), marié 1° à Claude/Claudine, fille de Claude de Bauffremont-Scey, et 2° à Isabeau de Bauville en Agénois, veuve de Blaise de Monluc. Postérité des deux unions ; suite des comtes des Cars par ses fils Jacques (II) et Charles († le 6 août 1626).
    - Charles de Pérusse des Cars (1522-1614), frère du précédent, évêque de Poitiers (1560-1569), puis évêque-duc de Langres (1569-1614) et pair de France, commandeur du St-Esprit.
    - Jacques II de Pérusse des Cars, seigneur de Merville, chevalier de St-Esprit, frère des précédents, marié en 1566 à Bordeaux avec Catherine de Béraud, dame de Taillecavat, Castelnau et Caubon, qui lui donne six enfants, dont :
      - François de Pérusse des Cars (après 1565-1606. premier marquis de Montal et marquis de Merville, seigneur de Taillecavat, de Caubon, de Castelnau, chevalier de l'ordre du Saint-Esprit. Sénéchal de Guyenne, gouverneur du fort du Hâ à Bordeaux, conseiller du roi. Marié en 1595 avec Rose de Montal, fille et unique héritière de Gilles de Montal, seigneur de Laroquebrou, Carbonnières, de Saint-Victor, d'Ytrac, de Saint-Jean-de-Lespinasse, et de Catherine d'Ornezan-Auradé, qui lui donne deux garçons et deux filles:
        - Jacques III de Pérusse des Cars (†1631), marquis de Merville et de Montal, seigneur de Taillecavat, de Caubon, de Castelnau. Grand sénéchal de Guyenne. Marié en 1620 à Madeleine de Bourbon-(Lavedan)-Malause, d'où la suite des marquis de Merville et de Montal : son fils Charles († 1704), père de Charles-François († 1707), père de Joseph-Bonaventure de Pérusse des Cars.
        - François de Pérusse des Cars († avant 1637), seigneur de Réquiran et de Lascarrières, coseigneur de Laroquevieille. Marié avec Jeanne Françoise de Veyrières.
        - Catherine de Pérusse des Cars, dame de Merville, mariée en 1620 avec Bernard de Montlezun, seigneur de Tajan, dont deux filles;
        - Françoise de Pérusse des Cars, mariée en 1625 avec François de Saint-Chamant, baron de Saint-Chamant en Limousin, puis en 1630 avec Roger de Comminges, comte de Peguilhan, vicomte de Montfaucon.

      - Jacques de Pérusse des Cars, marié en 1594 à Nicole de Pontac qui lui donne deux filles sans descendance
      - François II de Pérusse des Cars († le 24 août 1661), baron de Caubon. Marié le 3 février 1609 avec Françoise de Veyrinas. Il hérite le comté des Cars et la baronnie de Ségur de son cousin Charles ci-dessus en 1626 : seule branche subsistante de nos jours, dont les ducs des Cars ci-dessous.

    - en 2e noces, Jacques Ier maria Françoise de Longwy, nièce de François Ier et veuve de Philippe Chabot : d'où Anne/Annet de Pérusse (1546-1612), évêque de Lisieux (1585-1598) et de Metz (1608-1612), dit le cardinal (1596) de Givry comme son grand-oncle maternel Claude.
- François de Pérusse des Cars (†1550), seigneur de La Vauguyon, prince de Carency. Fils de Gauthier (II) de Pérusse des Cars et de Marie de Montberon de Fontaine-Chalendray : Il est conseiller, chambellan, gentilhomme de la chambre du roi François Ier. Par son mariage le 22 février 1516 avec la capétienne Isabeau de Bourbon, il recueille le titre de prince de Carency, appartenant jusqu'alors à une branche cadette de la Maison de Bourbon-Vendôme issue de Jean Ier. Ils ont pour enfants :
  - Jean de Pérusse des Cars (†1595), prince de Carency, Ier comte de La Vauguyon (1586), seigneur d'A(l)bret et de Vendat : Il est chevalier de l'Ordre du Saint-Esprit en 1578. Il épouse en 1561 Anne de Clermont, fille d'Antoine III comte de Clermont, lui-même fils de Bernardin de Clermont vicomte de Tallard, d'où :
    - Claude d’Escars (1567-1586), prince de Carency (1586) : Il est marié en janvier 1586 à sa cousine Anne de Caumont, marquise de Fronsac, fille de Geoffroy de Caumont (V. ci-dessous). Charles de Gontaut, baron de Biron, qui prétend également à ce mariage, le provoque en duel. D'après le mémoire de L'Étoile, contemporain des faits, il est tué avec ses deux seconds, Charles de Madaillan d'Estissac (fils de Louis d'Estissac) et le sieur d'Abadie de La Bastie, par Charles de Gontaut, Bertrand de Pierre-Buffière et le marquis de Montpezat, dans une rencontre déloyale, le 6 mars 1586.
    - Henri d’Escars (1569-1590), prince de Carency, marié en août 1586 à Anne de Caumont, marquise de Fronsac, rencontrée ci-dessus et ci-dessous.
    - Diane d’Escars (†1611), princesse de Carency, comtesse de La Vauguyon et dame d'Albret après la mort de ses frères. Elle épouse en 1573 Charles, comte de Maure, d'où Louise de Maure qui, par son 2e mariage avec Gaspard, marquis de Mortemart, prince de Tonnay-Charente, apporte le titre de prince de Carency dans la Maison de Rochechouart-Mortemart, qui cependant ne le relève pas (d'où le marquis puis duc de Mortemart Gabriel, père de Madame de Montespan ; Louise de Maure avait d'abord épousé Odet de Goyon-Matignon). Diane épouse ensuite vers 1576/1579 Louis de Stuer de Caussade[8],[9] (1554-1634 ; issu d'une famille bretonne ― Stuer en Porhoët ― aux alliances aquitaines), comte de Saint-Mégrin (aux Stuer depuis 1416), baron de Montbrun et de Tonneins (-Dessous) (aux Stuer depuis le mariage de Jehan III de Stuer de Ribérac avec Catherine Brachet de Vendôme, veuve du maréchal de Xaintrailles qui était baron de Tonneins depuis 1452 et mourut en 1461 ; puis succession au frère de Jehan, Guillaume de Stuer de St-Maigrin, époux de Catherine de Caussade), d'où :
      - Jacques de Stuer de Caussade (1588-† 8 août 1671), prince de Carency, marquis de Saint-Mégrin, comte de La Vauguyon, baron de Tonneins, vidame de Sarlat, Grand sénéchal de Guyenne : Succession dans la Maison de Quélen de Stuer de Caussade (la fille aînée de Jacques de Stuer, Marie de Stuer de Caussade, † 1693, épouse en 1653 Barthélemy de Quélen du Broutais, † 1667, d'une autre famille bretonne[10] : d'où les ducs de La Vauguyon (duché érigé à Tonneins et Calonges en août 1758) Antoine puis son fils Paul-François) et la Maison de Bauffremont (cf. Alexandre et son fils Alphonse).
      - Françoise de Stuer, x 1595 Jean II ou IV de Pontville, vicomte de Rochechouart.

    - Louise d’Escars (1576-1583), abbesse de Ligueux.
    - Isabeau d'Escars (†1609), dame de Combles, épouse le 10 septembre 1595 Jean d'Amanzé (V. Maison d'Amanzé).

  - Suzanne de Pérusse des Cars, qui épouse en 1536 Geoffroy de Pompadour.
  - Anne de Pérusse des Cars, qui épouse Jean II de La Queille, baron de Fleurat.
  - Marguerite de Pérusse des Cars (†1589), abbesse de Ligueux.
  - Catherine de Pérusse des Cars.
- Jeanne de Pérusse des Cars, sœur de François de Pérusse des Cars, seigneur de La Vauguyon, épousa Charles II de Caumont de Castelnau, qui était calviniste alors que les Pérusse des Cars étaient catholiques (V. Famille de Caumont), d'où :
  - Geoffroy de Caumont (vers 1525-†1574), marquis de Fronsac, abbé de Clairac, apostasia pour épouser Marguerite de Lustrac de Fronsac, dame d'honneur de Catherine de Médicis, veuve du maréchal Jacques d'Albon de Saint-André (†1562). Il en eut :
    - Anne de Caumont, marquise de Fronsac, fille posthume née le 19 juin 1574, qui fut baptisée selon le rite protestant. L'une des plus riches héritières du royaume, elle fut très tôt demandée en mariage par de brillants partis tels qu'Henri de La Tour d'Auvergne, vicomte de Turenne puis duc de Bouillon, et Charles, baron de Biron (†1602). On lui donna pour tuteur son cousin Jean de Pérusse des Cars ci-dessus, qui s'en occupa fort peu jusque vers 1580. Mais lorsqu'elle eut atteint sa septième année, il décida de la marier à son fils aîné, Claude. La maréchale de Saint-André repoussa cette demande et le prince de Carency mit aussitôt le siège devant Castelnau pendant que le gouverneur, Geoffroy de Vivant, seigneur de Mel, poursuivait les catholiques dans le Haut-Quercy. La maréchale et sa fille furent aisément enlevées et conduites à La Vauguyon. Le prince se fit ensuite livrer les châteaux et domaines qu'elles possédaient dans l'Agenais et le Périgord, à Caumont, Tonneins-Dessus, Folhet, Castelmoron, Goudourville, Coutras et Fronsac. Geoffroy de Vivant refusa seul de livrer les châteaux dont il avait la garde, Castelnau et Les Milandes. Il en appela à Henri de Navarre, alors gouverneur de la Guyenne, qui ordonna au prince de Carency de remettre à Vivant les châteaux dont il s'était emparé sans droit ni titre, mais en lui laissant Castelnau, Coutras, Fronsac et la garde de sa pupille. Le prince décida de brusquer les événements et, en janvier 1586, il maria la marquise de Fronsac à son fils - Claude d'Escars, aussitôt titré prince de Carency (voir ci-dessus), tandis que le Roi accordait à son père le titre de comte de La Vauguyon. Mais le baron de Biron, furieux de ce mariage, tua Claude d'Escars en duel quelques mois plus tard. Le comte de La Vauguyon s'empressa alors de marier la marquise de Fronsac à son deuxième fils, - Henri d'Escars, qui devint le dernier prince de Carency. Après la mort de celui-ci en 1590, la marquise de Fronsac fut mariée une troisième fois, le 2 février 1595 à François d'Orléans-Longueville, comte de Saint-Pol[11].

  - François de Caumont La Force de Castelnaud (1524-1572) ; dit le vicomte de Caumont, fut massacré lors de la Saint-Barthélemy. Père de Jacques-Nompar de Caumont, 1er duc La Force, maréchal de France.

XVIIe siècle
- Charles de Pérusse des Cars (° 1617). Fils de François II de Pérusse des Cars, baron de Caubon, et de Françoise de Veyrinas. Marié le 28 novembre 1643 avec Jeanne de Pérusse de Saint-Bonnet. « Comte des Cars ».
  - François III de Pérusse des Cars († 15 novembre 1724), « comte des Cars »
    - Louis-François de Pérusse des Cars (° 1684 – † 1754) « comte des Cars et de Pranzac ». Fils du précédent. Marié avec Marie Françoise Victoire de Verthamont († 1755)

XVIIIe siècle
- François Marie de Pérusse des Cars (° 8 octobre 1709 – † 29 août 1758), « comte des Cars », « marquis de Pranzac ». Fils de Louis-François Pérusse des Cars. Il fut colonel du régiment de Santerre de 1738 à 1749, maréchal de camp (1748), lieutenant général en Haut et Bas Limousin. Il épousa le 4 septembre 1736 Marie Émilie de Fitz-James, fille de Jacques Fitz-James de Berwick, 1er duc de Fitz-James, maréchal de France. Ils eurent trois fils et une fille :
  - Louis-François-Marie de Pérusse des Cars (° 24 novembre 1737, château des Cars – † 31 mars 1814, Londres), « marquis de Pranzac », « comte des Cars et de Saint-Bonnet » : Le 20 avril 1779 à Paris, il épousa Marie Antoinette Louise Esprit Jeanne Claude de Harville de Traisnel (°1745). Premier maître d'hôtel du Roi (1769), député de la noblesse aux États généraux, lieutenant général des armées du roi. Chevalier des ordres du roi en 1784.
  - Jacques-François de Pérusse des Cars (en) (° novembre 1738 – † 12 avril 1782), baron des Cars. Il épouse Louise Félicité Buttet. Capitaine de vaisseau, il est tué à la bataille des Saintes. Ils eurent un fils qui mourut en bas âge :
    - Amédée-Louis-Jacques de Pérusse des Cars (° 4 septembre 1778, † 22 août 1779).

  - Françoise-Émilie de Pérusse des Cars (1745-1823) qui épousa en 1767 Armand Louis Joseph Pâris de Montmartel (1748-1781), marquis de Brunoy, fils du célèbre financier Jean Pâris de Monmartel et fit construire l'hôtel de Brunoy au faubourg Saint-Honoré.
  - Jean-François de Pérusse des Cars (° 13 novembre 1747, château des Cars - † 9 septembre 1822, Paris), baron (1782), « comte » puis « 1er duc des Cars » (1816), après avoir servi quelque temps dans la marine, il prit le service de terre et fut nommé en 1774 maître de camp (colonel) du régiment de Dragons-Artois. Il devint premier maître d'hôtel du roi (en survivance) en 1783. Il prit le titre de baron en 1782, après la mort de son second frère. Il épousa en premières noces le 5 mai 1783 Pauline Louise Joséphine de Laborde (1767-1792) fille du financier Jean-Joseph de Laborde. Il fut successivement brigadier de cavalerie (1er janvier 1784) puis lieutenant général[réf. nécessaire] (9 mars 1788). Député aux États généraux de 1789, il émigra avec les princes français en 1790. En 1791, il fut envoyé auprès de Gustave III de Suède, puis remplit d'autres missions diplomatiques, notamment à Berlin. En 1798, il épousa en secondes noces Rosalie de Rancher de La Ferrière, veuve du marquis de Nadaillac, et fille de Francois-Michel-Antoine de Rancher, marquis de La Ferrière, et d'Odile-Thérèse-Hélène Testu de Balincourt. Créé lieutenant général des armées le 22 juin 1814 et premier maître d'hôtel du roi Louis XVIII le 23 août 1814, il fut créé comte (9 mars 1816), après la mort de son frère aîné puis duc à brevet le 9 mars 1816, lettres patentes du 29 décembre 1817. Grand-croix de l'Ordre royal et militaire de Saint-Louis. Les Mémoires du duc Des Cars, colonel du régiment de dragons-Artois, brigadier de cavalerie, premier maître d'hôtel du Roi ont été publiés en 1890 par le troisième duc. Il eut une fille de son second mariage :
    - Euphrasie Françoise Joséphine de Pérusse des Cars (° 17 décembre 1787, Paris).
- Louis-Nicolas de Pérusse des Cars (° 8 juin 1724, Paris - † octobre 1795, Paderborn, Westphalie), dit le marquis des Cars[12]. Frère de François Marie de Pérusse des Cars, marié à Jeanne Marie Victoire d'Artaguiette de la Hette. Colonel du Royal Normandie-Infanterie (1753), maréchal de camp (1768), lieutenant général des armées du roi (1er janvier 1784), chevalier de l'ordre de Malte. Grâce à l’importante dot de sa femme il acquiert en 1753 l'importante châtellenie de Monthoiron, qui s'étendait sur un vaste plateau allant de Monthoiron vers Leigné-les-Bois, Archigny, Bellefonds, La Puye et qu'il ne cesse d'agrandir. Blessé en 1760 à la bataille de Kloster Kampen, invalide, il se consacre entièrement à son domaine avec le souci constant de l'améliorer. À partir de 1755, il commence à faire des expériences de cultures de trèfle et de prairies artificielles. En 1762, l'arrivée d'Allemands qualifiés lui permet de donner une plus grande importance à ses défrichements. Si ce premier établissement n'a pas le succès attendu, il a au moins le mérite de faire connaître davantage le marquis, à la Cour. Et lorsque, à partir de 1768, le Roi projette d'établir en France des Acadiens rapatriés du Canada, on pense tout naturellement à M. de Pérusse. Une colonie est installée sur ses terres poitevines en 1773, mais ce deuxième établissement ne retient qu'une faible partie des familles venues s'installer, l'autre partie préférant retenter l'aventure en Louisiane. On peut voir le village acadien à Archigny ainsi que le musée qui est consacré à la colonie.
  - François Nicolas René de Pérusse des Cars (1759-1822), fils du précédent. « Comte d'Escars ».
  - Louis François Victor de Pérusse des Cars (1753-1763), frère du précédent.

XIXe siècle
- Amédée François Régis de Pérusse des Cars (° 30 septembre 1790, Chambéry - † 19 janvier 1868, Cannes), « 2e duc des Cars », fils de François Nicolas René de Pérusse des Cars (1759-1822), cousin du premier « duc des Cars », il participa à l'expédition d’Espagne 1823 et commanda la 3e division lors de la Conquête de l'Algérie en juin 1830. Duc-pair le 30 mai 1825, les lettres patentes n'ont pas eu le temps d'être scellées. Il épousa le 25 juin 1817 au château d'Abondant Augustine Frédérique Joséphine du Bouchet de Tourzel (1798-1870) (V. Famille du Bouchet de Sourches). Il acheta en 1828 le château de La Roche-de-Bran à Montamisé (près de Poitiers, Vienne).
- François-Joseph de Pérusse des Cars (° 7 mars 1819, Paris - † 23 septembre 1891, Montamisé), « 3e duc des Cars », fils d'Amédée François Régis de Pérusse des Cars, « 2e duc des Cars ». Homme de lettres et historien. Il a édité les Mémoires de son aïeule la duchesse de Tourzel (1883) ainsi que les mémoires du premier duc (1890). Il a épousé à Paris le 18 juillet 1844 Élisabeth de Bastard d'Estang (° 9 mars 1824 - † 22 août 1886, Vienne), dont postérité.
- Geneviève (° 1836, Paris - † 18 octobre 1886), elle épousa Riccardo Manca-Amat de Vallombrosa (1834-1903), duc de Vallombrosa et de l'Asinara et fut la mère de l'aventurier Antoine Manca de Vallombrosa et du musicien Amédée de Vallombrosa.
- Hélène Aldegonde Marie de Pérusse des Cars (1847-1933), par son mariage Hélène Standish, était l'amie du prince de Galles et futur souverain du Royaume-Uni sous le titre d'Édouard VII (1841-1910)[13]. Une liaison leur est attribuée en 1874[14]. Sa cousine, Louise Marie Aldegonde de Riffardeau de Rivière, fille de Charles Antoine Adrien de Riffardeau de Rivière et de Stéphanie Marie Joséphine Gabrielle de Cossé-Brissac, est morte dans l'incendie du Bazar de la Charité, le 4 mai 1897[15]. Elle est née à Tours, le 12 juillet 1844 et mariée avec Joseph Louis comte de Luppé (1837-1912), député des Basses-Pyrénées, le 21 mai 1867 dans le 7e arrondissement à Paris[16]. La comtesse de Luppé est présidente des Enfants de Marie du Sacré-Cœur, vice-présidente des patronages des jeunes apprentis et ouvrières. Elle demeurait dans le même hôtel particulier que sa cousine Hélène de Pérusse des Cars, au no 134 rue de Grenelle à Paris, avant son mariage.
- Albert-François-Philibert-Auguste-Louis de Pérusse des Cars (1849-1920), issu de l'école spéciale militaire de Saint-Cyr en 1872 ; démissionnaire en 1892; plus tard conseiller général de la Sarthe.

XXe et XXIe siècles
- Guy des Cars (1911-1993), comte des Cars, romancier à succès ; fils cadet de François de Pérusse, 5e duc des Cars (1875-1941). Ce dernier, qui a accueilli en 1939 une partie des collections du Louvre en son château de Sourches, était le fils de Louis, 4e duc des Cars (1849-1920), et le petit-fils du 3e duc François-Joseph (1819-1891) ci-dessus.
- Jean des Cars (°1943), comte des Cars, historien et voyageur, fils du précédent.
- Laurence des Cars (°1966), fille du précédent, historienne de l'art, conservatrice générale du patrimoine, enseignante à l'École du Louvre, précédemment responsable du Louvre Abu Dhabi (2007-2013), commissaire de nombreuses expositions françaises et internationales, directrice du musée national de l'Orangerie des Tuileries (2014-2017), présidente de l’Établissement public des musées d’Orsay et de l’Orangerie depuis mars 2017. Nommée en 2021 présidente directrice générale du Musée du Louvre à compter du 1er septembre suivant[17].
- Louis des Cars (°1962), 8e Duc des Cars, Maîtrise de droit de Affaires et Fiscalité l'Université Paris II Assas (1980-1984), Sciences Po Paris- Eco Fi     (1985), Executive Business Program Berkeley University Ca USA (1990), MPSA Insead (1994), University Colorado Boulder USA - Economic Institute (1986), Faculdade de Letras da Universidade de Lisboa (2021-2023), CEO de Coface au Chili (1997-2021), Vice-Président d'Eurochile nommé par la Commission Européenne (2000-2009), Président des Conseillers du Commerce Extérieur de la France au Chili (2011-2021), Administrateur de l'Association des Assurances du Chili (2009-2021), Board Member Axa Private Equity (2007-2019), Supervisory Board Member , Chiletech Private Equity - Moneda Asset Management (2003-2011), Conseiller du Commerce Extérieur de la France au Portugal (2021- 2024).

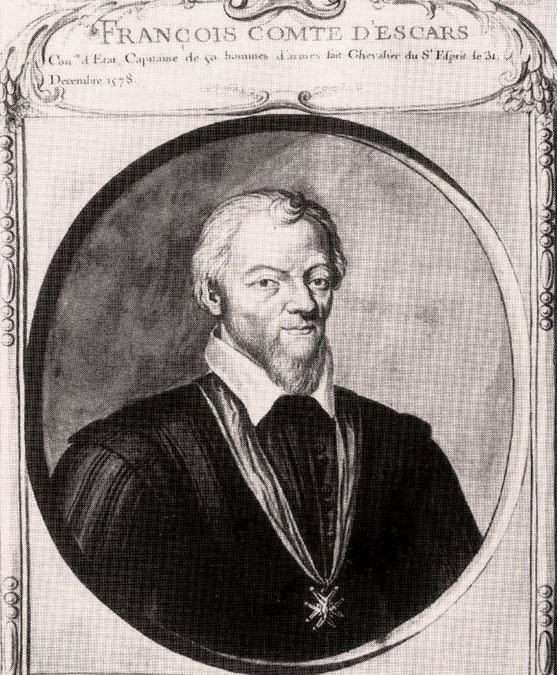
François de Pérusse d'Escars (mort en 1595), capitaine
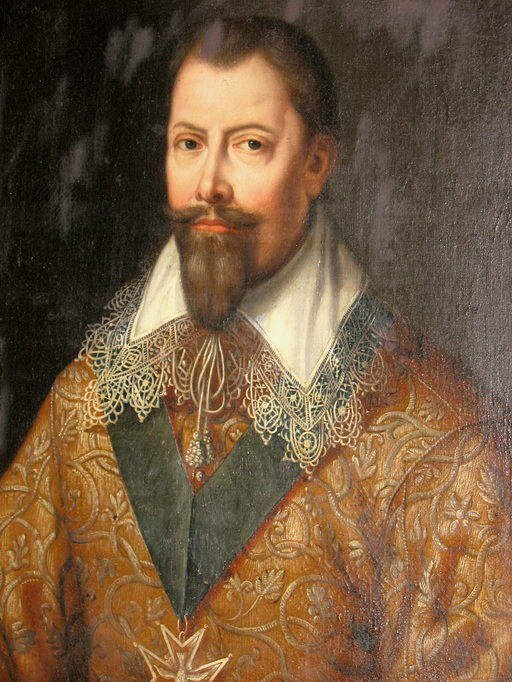
Charles de Pérusse des Cars (1522-1614), évêque
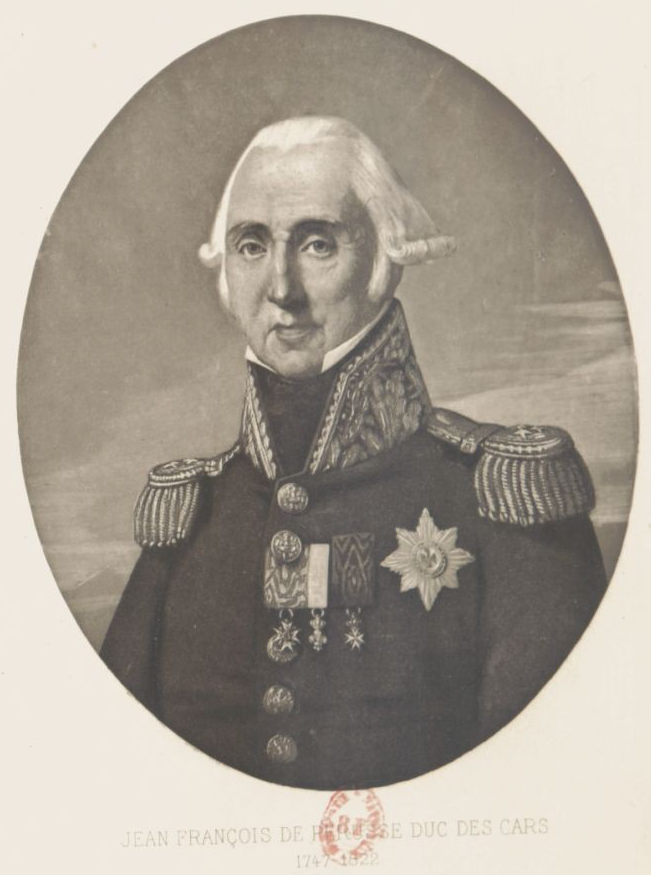
Jean-François de Pérusse des Cars (1747-1822), général
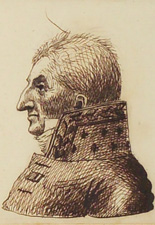
François-Nicolas-René de Pérusse d'Escars (1759-1822), général
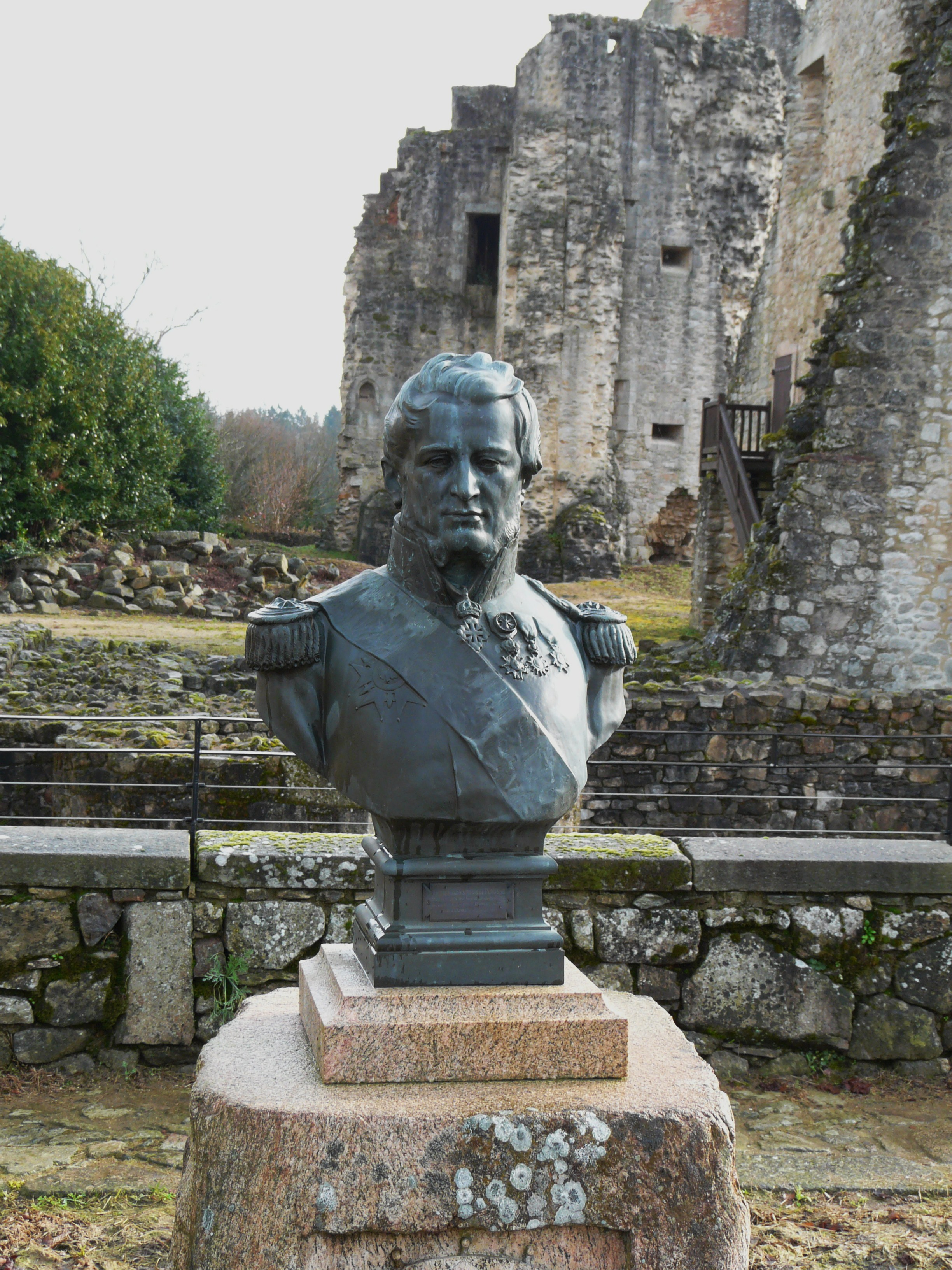
Buste d'Amédée de Pérusse des Cars (1790-1868), général, devant le château des Cars
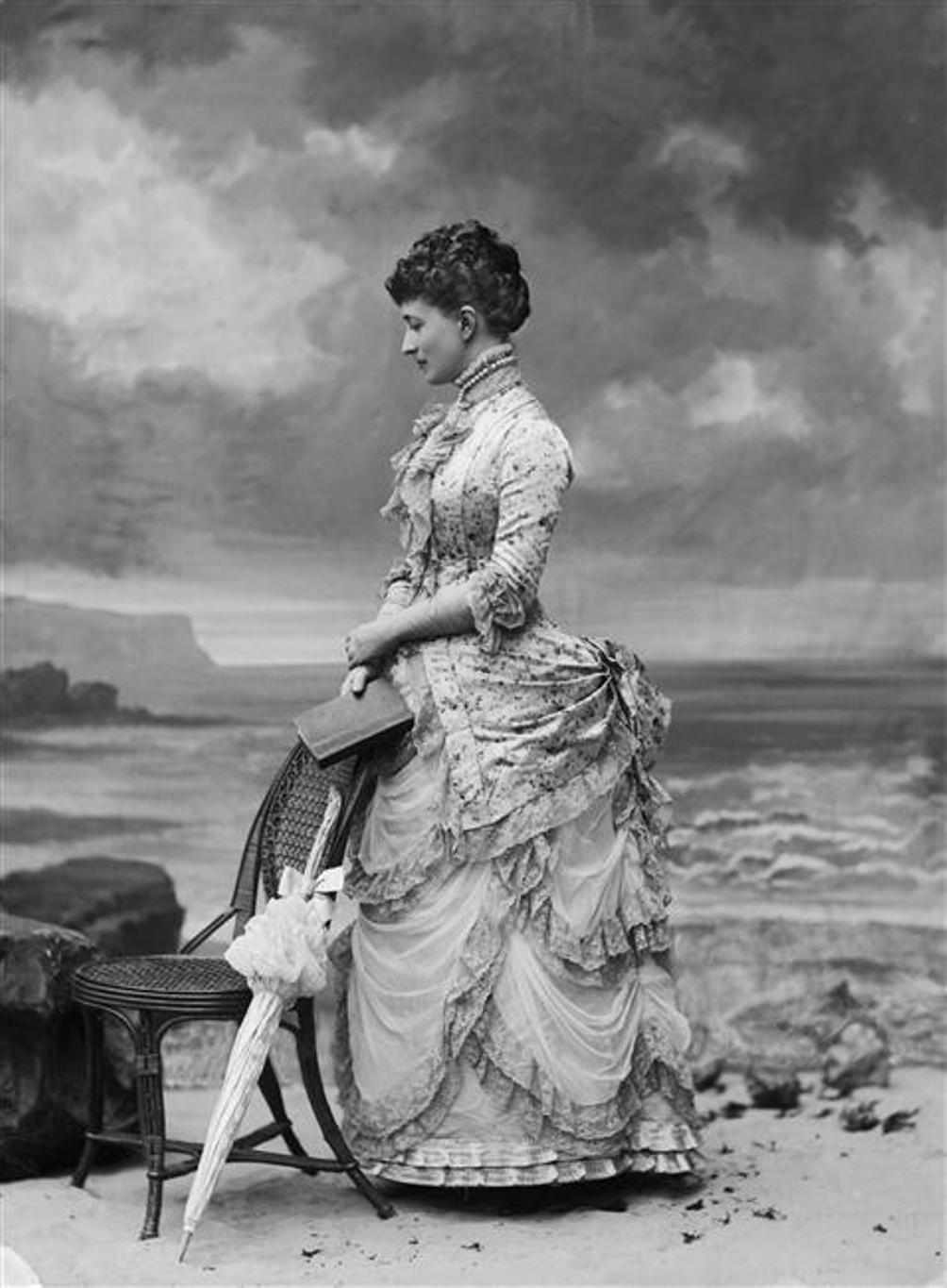
Hélène de Pérusse des Cars épouse Standish (1847-1933)
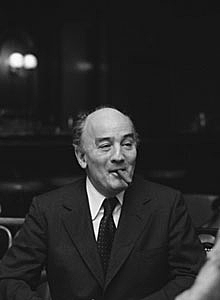
Guy de Pérusse des Cars (1911-1993)
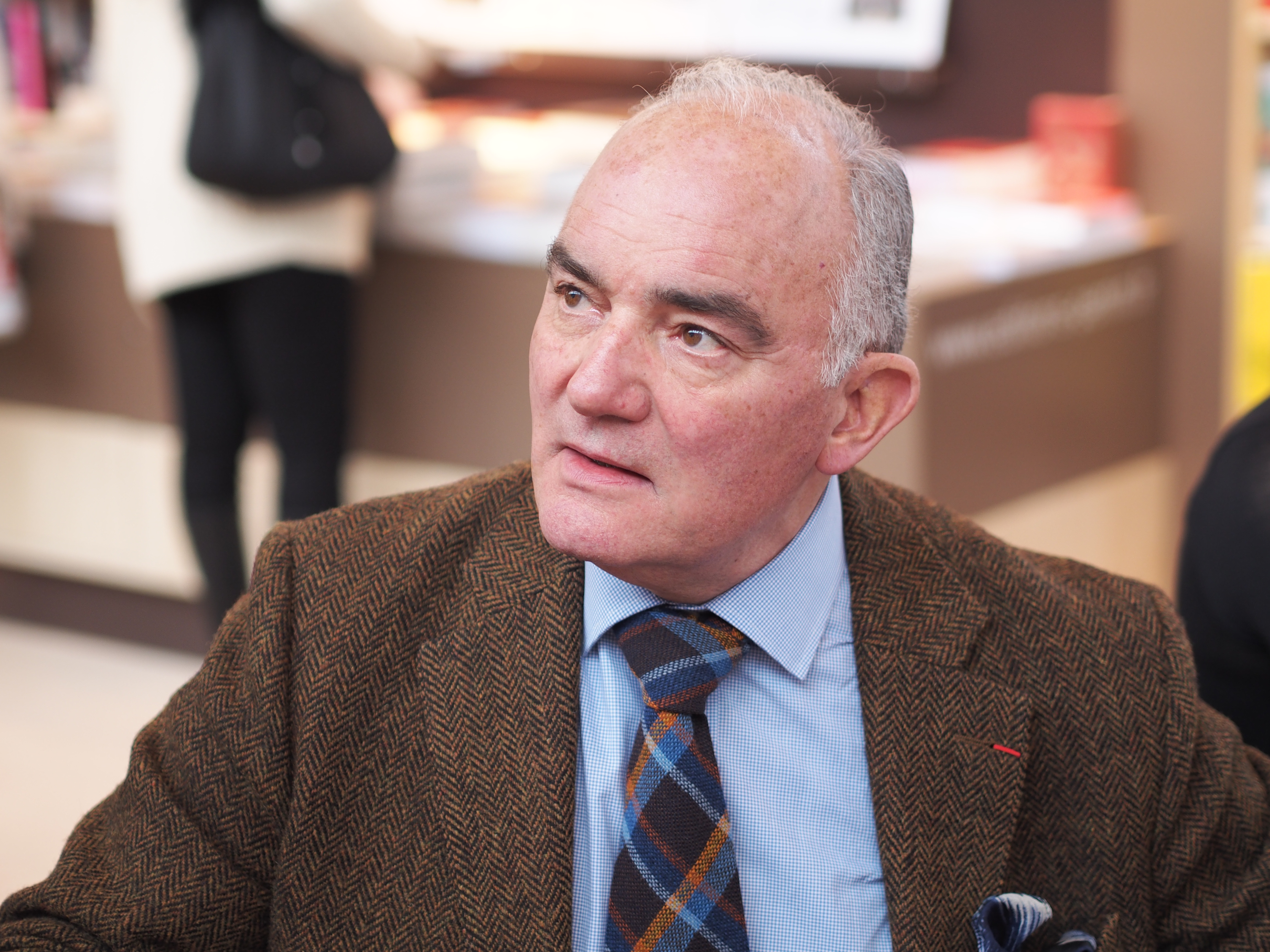
Jean de Pérusse des Cars (1943)

## Titres de noblesse
Les Pérusse des Cars sont faits comtes-pairs héréditaires par ordonnance du 31 août 1817 en faveur de François-Nicolas-René, puis son fils Amédée-François-Régis est fait duc le 30 mai 1825, et duc-pair héréditaire avec institution de majorat par ordonnance du 11 avril 1830, toutefois pour ce dernier titre les lettres patentes n'ont pas été scellées en raison de la Révolution de 1830 (le titulaire ayant refusé de reconnaître Louis-Philippe) ; la transmission en est donc irrégulière, par fidélité au roi "légitime", Charles X..

### Liste chronologique des ducs des Cars
Le titre de duc des Cars n'est pas un titre de noblesse entièrement régularisé. Il est donc considéré comme de courtoisie.
1. 1816-1822 ; Jean-François de Pérusse des Cars (1747-1822), "1er duc des Cars", créé duc à brevet par le Roi Louis XVIII et sans descendance ;
2. 1825-1868 : Amédée François Régis de Pérusse des Cars (1790-1868), « 2e duc des Cars », cousin du précédent, créé duc-pair héréditaire par ordonnance du Roi Charles X, en 1825, sous réserve, pour l'hérédité, de l'institution d'un majorat[18] ; les lettres patentes délivrées à cet effet en 1830 n'ont pas été scellées.
3. 1868-1891 : François Joseph de Pérusse des Cars (1819-1891), « 3e duc des Cars », fils du précédent
4. 1891-1920 : Louis Albert Philibert Auguste de Pérusse des Cars (1849-1920), « 4e duc des Cars », fils du précédent
5. 1920-1941 : François Marie Edmond de Pérusse des Cars (1875-1941), « 5e duc des Cars », fils du précédent
6. 1941-1961 : Louis Charles Marie de Pérusse des Cars (1909-1961), « 6e duc des Cars », fils du précédent
7. 1961-2021: François-Amédée Marie de Pérusse des Cars (1932-2021), « 7e duc des Cars », fils du précédent
8. 2021- : Louis-Amédée de Pérusse des Cars (1962-), « 8e duc des Cars », fils du précédent

## Filiation
```
Amédée François Régis
 (
1790
-
1868
), « 
2
e
 
duc
 des Cars »
 x (
1817
) Augustine Frédérique Joséphine du Bouchet de Tourzel (
1798
-
1870
)
 │       
V. 
Famille du Bouchet de Sourches

 │
 ├──> 
François
 Joseph
 (
1819
-
1891
), « 
3
e
 
duc
 des Cars »
 │    x (
1844
) Élisabeth de Bastard d'Estang (
1824
-
1886
)
 │    │
 │    ├──> Marie Thérèse (
1845
-
1907
)
 │    │    x (
1868
) 
Henri Ferron de La Ferronays
 (
1842
-
1907
), marquis de La Ferronays
 │    │       
V. 
Famille de La Ferronnays

 │    │
 │    ├──> 
Louis
 Albert Philibert Auguste
 (
1849
-
1920
), « 
4
e
 
duc
 des Cars »
 │    │    x (
1873
) Marie Thérèse Lafond (
1852
-
1912
)
 │    │    │
 │    │    ├──> Marie Joséphine Charlotte de Pérusse des Cars (
1874
-
1928
)
 │    │    │    x (
1900
)
[
19
]
 Adrien de Viel de Lunas, vicomte d'Espeuilles de Caulaincourt (
1874
-
1929
), duc de Vicence (
voir 
famille de Caulaincourt
)
[
20
]

 │    │    │
 │    │    ├──> 
François
 Marie Edmond
 (
1875
-
1941
), « 
5
e
 
duc
 des Cars »
 │    │    │    x (
1903
) Maria Teresa Edwards (
1879
-
1941
)
 │    │    │    │
 │    │    │    ├──> Marguerite Marie Louise Joséphine (
1907
-
1976
)
 │    │    │    │    x (
1927
) Charles Claude Marie Christian Le Peletier de Rosanbo (
1899
-
1986
), comte de Rosanbo
 │    │    │    │
 │    │    │    ├──> 
Louis
 Charles Marie
 (
1909
-
1961
), « 
6
e
 
duc
 des Cars »
 │    │    │    │    x Marie Louise Renée Josèphe, comtesse de Briey (
1911
-
1990
)
 │    │    │    │    │
 │    │    │    │    ├──> 
François-Amédée
 Marie
 (
1932
-
2021
), « 
7
e
 
duc
 des Cars »
 │    │    │    │    │    x (1) (
1961
)  Constanza del Carmen Laura Josefina Edwijes Martinez Rivas (
1938
-
1995
)
 │    │    │    │    │    │  │
 │    │    │    │    │    │  ├──> 
Louis-Amédée
 Martial
 (°
1962
), « 
8
e
 
duc
 des Cars »
 │    │    │    │    │    │  │    x (
2009
) Claudia Labarca
 │    │    │    │    │    │  │    │
 │    │    │    │    │    │  │    └──>
Constance Isabelle
 (°
2009
)
 │    │    │    │    │    │  │
 │    │    │    │    │    │  ├──> 
Caroline
 Geneviève Augustine (°
1971
)
 │    │    │    │    │    │  │    x (
1999
) Ivan Roussin (°
1970
)
 │    │    │    │    │    │  │
 │    │    │    │    │    │  └──> 
Philippe
 Emmanuel Olivier
 (°
1973
)
 │    │    │    │    │    │       x (
2004
) Fleur Anne Marie Antoinette Guisset (°
1974
)
 │    │    │    │    │    │       │
 │    │    │    │    │    │       │──>
Andréa
 (°
2006
)
 │    │    │    │    │    │       │
 │    │    │    │    │    │       └──>
Victor
 (°
2009
)
 │    │    │    │    │    │
 │    │    │    │    │    x (2) (
2002
) France Masurel (°
1943
)
 │    │    │    │    │
 │    │    │    │    ├──> Marie Thérèse Marguerite (°
1935

 │    │    │    │    │    x (
1961
) Philippe Marie Denis Riant (°
1933
)
 │    │    │    │    │
 │    │    │    │    ├──> Marguerite Anne Marie (°
1941
)
 │    │    │    │    │    x (
1962
, div. 
1970
) Henri Marie Georges, comte de Mitry (°
1940
)
 │    │    │    │    │
 │    │    │    │    └──> Brigitte Augustine Emmanuelle (°
1943
)
 │    │    │    │         x (
1966
) Gérard Victurnien Marie Gabriel de Rochechouart-Mortemart (°
1944
), comte de Mortemart
 │    │    │    │
 │    │    │    └──> 
Guy
 Augustin Marie Jean
 (
1911
-
1993
), comte des Cars
 │    │    │         x (1) (
1934
, div. 
1938
) Marie Geneviève Françoise Vilgrain (
1914
-
2004
)
 │    │    │         │
 │    │    │         x (2) (
1942
, div. 
1946
) Denise Marie Jacqueline Jourdan (°
1922
)
 │    │    │         │  │
 │    │    │         │  └──> 
Jean
 Marie
 (°
1943
)
 │    │    │         │       x (
1966
) Monique Odette Victoire Bézaguet (°
1943
)
 │    │    │         │       │
 │    │    │         │       ├──> 
Laurence
 Élisabeth
 (°
1966
)
 │    │    │         │       │
 │    │    │         │       └──> 
Louis Adrien Olivier
 (°
1974
)
 │    │    │         │            x (
2006
) Céline Michel Marie Benedittini (°
1973
)
 │    │    │         │
 │    │    │         x (3) (
1947
) Marthe Eugénie Claquin (
1912
-
1999
)
 │    │    │
 │    │    ├──> Augustine Pauline (
1876
-
1969
)
 │    │    │
 │    │    └──> 
Amédée
 (
1882
-
1917
)
 │    │
 │    └──> Justine Marie Antoinette (
1851
-
1908
)
 │         x (
1872
) Henri, comte de Murard (°
1842
)
 │
 ├──> 
Amédée Joseph
 (
1820
-
1899
), comte des Cars
 │    x (
1843
) Mathilde Louise Camille de Cossé-Brissac (
1821
-
1898
)
 │    │
 │    ├──> Émilie Gabrielle Marie (
1844
-
1901
)
 │    │    x (
1874
) 
Bertrand
 Pierre Anatole de Montesquiou-Fézensac
 (
1837
-
1902
)
 │    │
 │    ├──> 
Hélène Aldegonde Marie
 (
1847
-
1933
)
 │    │    x (
1870
) Henry Noailles Widdrington Standish (
1847
-
1920
)
 │    │
 │    ├──> Augustin Marie Théodore (
1848
-
1871
)
 │    │
 │    └──> Stéphanie Marie Françoise Mathilde (
1862
-
1939
)
 │         x (
1889
) Marie Joseph Ludovic Bertier de Sauvigny (
1860
-
1953
)
 │
 ├──> 
Jean Augustin
 (
1821
-
1860
), vicomte des Cars
 │    x (
1852
) Alexandrine von Lebzeltern (
1827
-
1899
)
 │    │
 │    ├──> 
Charles Joseph
 (°
1855
)
 │    │
 │    ├──> Marie Thérèse Laurence (
1857
-
1923
)
 │    │    x (
1877
) Charles, vicomte 
d'Anthenaise
 (
1844
-
1903
)
 │    │
 │    ├──> Marie Zénaïde Henriette (°
1859
)
 │    │
 │    └──> Marie Jeanne Isabelle Mathilde Radegonde (
1860
-
1928
)
 │         x (
1881
) 
Charles de Cossé-Brissac
 (
1856
-
1899
), prince de Robecq
 │         └──> 
Paul de Cossé Brissac
 (1892-1918), mort pour la France
 │
 ├──> Marie (
1829
-
1855
)
 │    x (
1845
) Louis de Blacas d'Aulps (
1815
-
1866
), duc de Blacas
 │
 ├──> Henriette Radegonde (
1833
-
1922
)
 │    x (
1855
) Charles Henry, marquis de Mac-Mahon (
1828
-
1863
)
 │
 └──> Geneviève (
1836
-
1886
)
      x (
1857
) Riccardo Manca-Amat de Vallombrosa (
1834
-
1903
), duc de Vallombrosa et de l'Asinara
      │
      ├──> 
Antoine Amédée Marie Vincent Manca-Amat de Vallombrosa
 (
1858
-
1896
), marquis de Morès
      │    x (
1882
) Medora von Hoffman (
1856
-
1921
)
      │
      ├──> Louise 
Claire
 Isabelle Manca-Amat de Vallombrosa (°
1868
)
      │    x Christian Charles 
Louis
, comte Lafond (
1853
-
1934
)
      │
      └──> 
Amédée Joseph Gabriel Marie Manca-Amat de Vallombrosa
 (
1880
-
1968
), comte de Vallombrosa
           x (
1906
) Marie Berthe Roselyne Suzanne 
Adrienne
 Lannes de Montebello (°
1875
)
           │
           └──> Roselyne Marie Manca-Amat de Vallombrosa (
1910
-
1988
)
                x (
1936
) Joseph Elzéar Gustave Jean 
Foulques
 de Sabran-Pontevès (
1908
-
1973
), 
7
e
 
duc
 de Sabran
                   
V. 
Maison de Sabran
```

## Alliances
Les principales alliances de la maison de Pérusse des Cars sont : de Viel de Lunas d'Espeuilles de Caulaincourt de Vicence (1900), etc.

## Armes, blason et devises
- Armes : De gueules au pal de vair.
- Devise : « Fais ce que dois, advienne que pourra. »
- Armes des marquis de Montal : De gueules au pal de vair appointé et renversé.[21]

## Châteaux et demeures
- Château des Cars aux Cars (Haute-Vienne), fief d'origine de la famille Pérusse des Cars, propriété communale.
- Château de Montal à Laroquebrou, propriété communale, acquis par mariage en 1595 avec Rose de Montal.
- Château de Saint-Jean-de-Lespinasse, acquis par mariage en 1591 avec Rose de Montal.
- Château de Sourches à Saint-Symphorien (Sarthe), recueilli par héritage en 1845
- Château d'Abondant à Abondant (Eure-et-Loir), recueilli par héritage en 1845, vendu en 1902
- Château de La Roche-de-Bran à Montamisé (Vienne), acheté en 1828, détruit par un incendie en 1944
- Château de Beauvais à Lussas et Nontronneau (Dordogne), aux XVIIe et XVIIIe siècles.